# Mulpani
Mulpani es un pueblo ubicado en el distrito de Katmandú, provincia de Bagmati, Nepal.

## Superficie
Cuenta con una superficie de 3,832 kilómetros cuadrados.

## Demografía
Datos hasta 2015
- Población: 20 707 habitantes.[1]
- Densidad de población: 5,403 habitantes por kilómetro cuadrado.[1]
- Población masculina: 10 435 (50,4%).[1]
- Población femenina: 10 272 (49,6%).[1]